# 左翼
左翼、左派（さよく、さは／英語: left-wing, the Left）は、旧秩序の改革を目指す政治的スタンス。語源となった18世紀末のフランス議会に於いては、革命派、改革派のこと。リベラルや、社会主義のほか、共産主義、無政府主義などの様々な傾向がある。対義語は「右翼」（右派）である。左派の中でも穏健派な立場の者は「中道左派」、逆に急進的立場の者は「極左(急進左派)」と呼ばれる。

## 用語
「左翼」「右翼」の語源はフランス革命である。「左翼」という表現は、フランス革命期の「(憲法制定)国民議会」（1789年7月9日 - 1791年9月30日）における1789年9月11日の会議において、「国王の法律拒否権」「一院制・二院制」の是非を巡り、議長席から見て議場右側に「国王拒否権あり・二院制（貴族院あり）」を主張する保守・穏健派が、左側に「国王拒否権なし・一院制（貴族院なし）」を主張する共和・革新派が陣取ったことに端を発し、続く「立法議会」（1791年10月1日 - 1792年9月5日）においても、右側に立憲君主派であるフイヤン派が陣取ったのに対して、左側に共和派や世俗主義などの急進派（ジャコバン派）が陣取ったことに由来する。続く「国民公会」では、穏健共和派であるジロンド派に対して、急進派である山岳派が左翼を形成した。

## 概要
「左翼」は相対的な用語であり、何を「左翼」や「右翼」と呼ぶかは時代・国・視点などによって変化する。経済的自由主義や資本主義はフランス革命当初は「左翼」だが、社会主義勢力の拡大後は「右翼」と呼ばれる場合が多い。また「左翼」や「右翼」という用語はレッテル貼りに使われる場合も多い。
ネットで活動する左翼や左翼活動家に対しては「ネトサヨ」や「パヨク」という揶揄表現が使われる事もある。
左翼と呼ばれる勢力には、多かれ少なかれ根底には専制政治や弱肉強食的な資本主義に対する懐疑がある。左翼は平等、労働条件の改善、社会保障、福祉、平和などを追求する場合が多い。
左翼は総称であり、非常に幅広い潮流を含んでいる。たとえば目標とする国家については、市民や労働者の自治を重視するサンディカリスム、政府を否定する無政府主義、逆に国家の積極的な介入を重視する福祉国家、執権党が一党独裁を行うソ連型社会主義などがある。また変革の方法についても、資本主義の枠内での社会改良主義、議会制民主主義のもとで将来的には社会主義社会を目指す平和革命主義、武力革命を行うべきとする暴力革命主義などがある。
身分制度や封建主義などに反対して近代化と富の増大を求める面では、資本主義と同様に近代主義・啓蒙主義・自由主義の側面がある場合がある。逆に、資本主義による伝統的な地域共同体の破壊や労働者の搾取に反対する面では、保守主義の側面がある場合もある。
ヨーロッパ、特に大陸では「左派」と政党や政治家が自ら公称することは珍しくない。一方でアメリカ合衆国では「左派」「右派」とも批判的な文脈では使われるが、自称する例は少ない。一般に左派は「リベラル」と称されるが、1980年代以降の政治家はこの呼称で定義されることも避け、中道的立場を強調することが多い。これは「保守」を強調する政治家が一定存在し、また「保守」と定義されることを避ける政治家があまりいない点と異なる。
政党の内部において、党内の「左派」「右派」と呼ばれる例も多い。たとえば、旧日本社会党では、社会民主主義的な勢力は「社会党右派」、労農派マルクス主義の流れをくむ勢力は「社会党左派」と呼ばれた。

## 左翼の急進勢力
左翼の中でも極端に急進的な変革や暴力革命を目指すものは極左・急進左派と呼ばれる。ウラジーミル・レーニンは、各国の共産党において左翼派と称する人々が急進的な説を唱えることを指摘し、これを嘲笑的に「左翼小児病」と呼んだ。なお極左と極右は全体主義や党派性などに類似性が指摘される事もあり、また反権力の観点から極左と極右が連係する場合もある。

## 歴史

### フランス革命以降
フランス革命直後の国民議会では、王党派が「右翼」と呼ばれたのに対して共和派が「左翼」と呼ばれた。フランス革命第二期では右翼のフイヤン派が没落し、今まで左翼だった共和派が支配的となる。しかし、政策を巡って再び左右で割れ、新しい軸が生まれる。そして右側には穏健派のジロンド派が座り、左側には過激派のジャコバン派が座ることとなった。
1793年には左翼のジャコバン派が国民公会からジロンド派を追放し、ジャコバンが目指した共和政ローマに似た独裁政治が敷かれた。しかし、ジャコバン派は新興資本家寄りのダントン派と労働者層寄りのエベール派に分裂する。ロベスピエールは両者を粛清して、恐怖政治を強めた。1794年にはテルミドールのクーデターが起き、ジャコバン派が次々と投獄・処刑される（当時はジャコバン派の熱烈な支持者だったナポレオン・ボナパルトもこれに含まれた）。このクーデターによって王党派が復活し、左翼は一時衰退する。
1871年には史上初の社会主義政権であるパリ・コミューンが成立した。
20世紀はもっぱら大学教員などの知識人が大衆の左翼運動を指揮し、欧州やロシア、東アジアではマルクス主義が台頭した。また、欧州では同時に穏健派の社会民主主義も勢力を増大させた。絶対王政が続くロシアでの革命は成功し、1922年にソビエト連邦が建国した。初代最高指導者のレーニン死後は世界革命を主張するトロツキーが失脚させられ、後継には一国社会主義を主張するスターリンが権力を掌握した。スターリンの独裁体制は、政敵や無辜の民に対する大粛清を行うなど恐怖政治が横行した。
帝政からの解放者としてのソ連共産党が全体主義的な傾向を強めていき民主主義色が薄れていったため、マルクス・レーニン主義から欧州の知識人も離反していった。それゆえ、西欧の共産党や急進左派は反ソ連・反スターリンの傾向を強め、リベラリズムとの親和性が高いユーロコミュニズムを提唱していくことになった。
1980年代半ば、ソ連最後の指導者ミハイル・ゴルバチョフは、ペレストロイカ(改革)とグラスノスチ(情報公開)政策を導入し、共産党を維持しつつ経済の自由化を目指した。彼の在任中には冷戦が終結し、中・東欧のマルクス・レーニン主義体制が崩壊した。ソ連内で民族主義・分離主義運動が盛んになり、一部の共和国は独立を宣言した。それに反発したソ連共産党の強硬派が、ゴルバチョフに対しクーデターを起こしたが、エリツィンを中心に阻止され失敗した。これによりソ連共産党は失墜し解体された。ゴルバチョフは1991年12月25日に辞任し、ソビエト連邦最高会議も解散、ソビエト連邦は崩壊した。ロシア連邦はソ連の権利と義務を継承し、国際的に認められた継続的な法的人格となった。
資本主義を認める穏健左派などと呼ばれるリベラリズム・社会民主主義は欧州（特にフランス・ドイツ・イギリス・北欧など）において福祉国家を建設した。ヨーロッパ大陸の福祉国家は、資本側と労働者側が政府を仲介として協調する（ネオ・コーポラティズム）ことに特色がある。
これに対し、イギリスの社会民主主義は階級制度の残存への対抗から、階級闘争勢力としての社会主義が根強く、ヨーロッパ大陸の左派勢力の福祉国家路線とはやや形態が異なっていた。イギリスの社民主義は､1990年代に新自由主義を大きく取り入れ、第三の道と言われる方向に変化していく。

### 中国
中国共産党による一党独裁を堅持しながら、経済的には鄧小平理論などに基づいて市場原理を導入した。だが、政府の意思決定プロセスは透明性に欠け、市民の声が政策に反映されにくい状況になっており、人権侵害や汚職、環境汚染を行っているとして国内外から批判を受けてる。特にウイグルやチベット、法輪功などの少数民族や宗教に対する迫害が問題視されており、また政治的な異議を唱える人々や、ジャーナリストなどが拘束されている。香港の民主活動家である周庭は約7カ月にわたり収監され、2021年6月に出所した後に、カナダに政治亡命をした。中国共産党はインターネットやメディアの内容に対する厳しい統制も行っており、報道の自由が制限されている。

### 北朝鮮
北朝鮮は共産主義国でありながら、事実上の絶対君主制を導入した。金一族支配による朝鮮労働党の一党独裁を続け、国内では人権侵害や餓死が発生し、脱北者が相次ぐ事態となっている。国外に対しては核開発とロケット開発を行い、国連による数々の制裁を受け続けている。また1970年代～1980年代にかけて日本人を17人拉致し、現在も解決していない。なお、2024年現在北朝鮮側は13人しか拉致を認めていない。

### ロシア
ソ連崩壊後、当初はG8にも参加し民主主義国としての道を歩むと思われたが、2014年のクリミア危機で一転し、欧米諸国と対立し始めた。2020年には警察権限を強化し、デモや言論の自由を取り締まり、ソ連への先祖帰りのような動きを強めている。2024年大統領選挙で野党指導者ボリス・ナジェージュジンは、立候補支持の署名に不正が見つかったという理由で出馬が禁じられた。ただし、長年ロシア政界で与党である統一ロシアはソ連共産党の後継で左派・保守的なロシア連邦共産党とは違い権威主義的な右派政党である。

### シリア
近年はアサド大統領による強権支配体制が強まり、2011年にシリア内戦が勃発。1960年以降の世界史において最も難民が発生した戦争と言われており、欧州に難民危機を引き起こした。またアメリカ政府によると、この内戦でシリア政府はサリンなどの化学兵器を使用した。

### カンボジア
国民の4人に1人が殺されたカンボジア大虐殺による、ポル・ポト政権元最高幹部への特別法廷が2006年に開始された。2022年に最高刑である終身刑の判決が言い渡された。この虐殺では教師や医師など多くの知識層が狙われた。その結果、教師を育成するにも生き残った者は、高卒程度の数学が理解できないため、現在も負の連鎖が続き発展の妨げとなっている。カンボジアでは反クメール・ルージュの親越派共産主義政党カンボジア人民革命党の後継であるカンボジア人民党による事実上一党独裁体制となっている。

### ラテンアメリカ
ラテンアメリカではアメリカが主導するアメリカニゼーション・新自由主義に対する反発から、ベネズエラのウゴ・チャベスやボリビアのエボ・モラレスなどの反米左翼政権が数多く誕生した。また、反米というわけではないがブラジル大統領であるルラも労組出身の左翼であり、後継のルセフもルラの政策を引き継いでいる。その後2022年ブラジル総選挙でルラは大統領に返り咲いた。1980年代以降一部の左派系の政権も新自由主義的な経済政策を取り入れ始めたため、急進左派勢力がある程度勢力を拡大している。

### 欧州連合諸国
イギリスでは、労働党のトニー・ブレア首相は、労働党の政策を新自由主義を取り入れた第三の道へ変えることで政権を獲得したが、第三の道は支持母体の労働組合の反発を招き､党勢の衰退をもたらした。
ヨーロッパの学派は、日本の沈滞状況とは対照的に、ネグリ、ハート、アルチュセール、ジジェク、ラクラウ、デリダ、バトラーなど、新保守主義、リベラルとは違う第三極として、ニューレフトを模索する運動が盛んである。これらは、カルチュラル・スタディーズやポストモダンなど政治を離れて文化的、哲学的な論及も行うため、文化左翼といった呼び方もされる。

## 左翼団体
「左翼」を自称し、または「左翼」とされる団体は、「左翼団体」と呼ばれる。左翼団体には穏健な市民団体もあるが、中には中核派や革マル派などのように、共産主義社会の実現を暴力革命で狙う過激な任意団体もあり、そのような集団を公安は極左暴力集団と呼んでいる。

## 主な人物
- ラサール石井[26]
- 石田純一[27]
- 坂本龍一[28]
- 宮崎駿[29]
- 森永卓郎[30]
- 田中優子[31]
- 三上満[32]
- ジェームス三木[33]
- 前田哲男[34]
- 小田川義和
- 小畑雅子
- 槙枝元文[35]
- 岩井章
- 吉川勇一
- 市川誠
- 品川正治[36]
- 納谷悟朗[37]
- パブロ・ピカソ[38]
- ビル・ゲイツ[39]
- ロバート・オッペンハイマー[40][41]
- ラマ14世[42][43]
- アルベルト・アインシュタイン[44]

### 左派政党に所属していた人物

#### 中道左派政党
- マハトマ・ガンディー (インド国民会議[注 3])
- ムスタファ・ケマル・アタテュルク (共和人民党)
- ネルソン・マンデラ (アフリカ民族会議)
- スカルノ(インドネシア国民党)
- アウンサンスーチー(国民民主連盟[注 4])
- フランクリン・ルーズベルト(民主党)
- クレメント・アトリー(労働党)
- グリゴリー・ヤブリンスキー(ヤブロコ)
- サルバドール・アジェンデ (チリ社会党)
- アントニオ・グテーレス (社会党)
- トリグブ・リー (ノルウェー労働党)
- 江田三郎 (社会市民連合)
- 徳川家広 (立憲民主党)

#### 左派政党
- ヨシップ・ブロズ・チトー (ユーゴスラビア共産主義者同盟)
- ワンガリ・マータイ (ケニア・マジンジラ緑の党)
- 李登輝 (台湾団結連盟)
- サダム・フセイン (バアス党)
- カダフィ大佐 (リビア・アラブ社会主義同盟 （英語版）)
- ロドリゴ・ドゥテルテ (フィリピン民主党・国民の力)

#### 急進左派政党
- ホセ・ムヒカ (人民参加運動)
- 水道橋博士 (れいわ新選組)
- 金日成 (朝鮮労働党)
- フィデル・カストロ (キューバ共産党)
- ホー・チ・ミン (ベトナム共産党)
- ウラジーミル・レーニン (ソビエト連邦共産党)

### 左派政党に所属していたが、後に離党した人物

#### 右派政党に移った人物
- ウラジーミル・プーチン(ソビエト連邦共産党[注 5]→統一ロシア)
- ベニート・ムッソリーニ(イタリア社会党→国家ファシスト党)
- 谷畑孝（日本社会党→自由民主党）
- 山本剛正（立憲民主党→日本維新の会）
- 矢上雅義（立憲民主党→日本維新の会）

#### 無所属となった人物
- アレクサンドル・ルカシェンコ (ソビエト連邦共産党[注 6])
- 水野成夫（日本共産党）

### 革命家
- チェ・ゲバラ
- 重信房子 (日本赤軍)
- 奥平剛士 (日本赤軍)
- 森恒夫 (連合赤軍)
- 塩見孝也 (赤軍派)
- 大道寺将司 (東アジア反日武装戦線)
- 桐島聡 (東アジア反日武装戦線)
- アンドレアス・バーダー (ドイツ赤軍)
- マリオ・モレッティ（英語版）(赤い旅団)
- ジョルジュ・イブラヒム・アブダラ（英語版）(レバノン武装革命派（英語版）)
- ピエール・カレット（英語版）(戦闘的共産主義者細胞)

## 世界各国の主な左翼政党
- 日本
  - 立憲民主党[48][49][50][51][52]
  - 日本共産党[53][54]
  - れいわ新選組[55][56][57]
  - 社会民主党[58]
- 北朝鮮
  - 朝鮮労働党[59][60]
- 韓国
  - 共に民主党[61]
  - 正義党[62][63]
- ドイツ
  - 左翼党[64]
  - ザーラ・ワーゲンクネヒト同盟
- フランス
  - フランス共産党[65][66]
  - 不服従のフランス[67][68]
- スペイン
  - スペイン共産党[69]
  - ポデモス[70][71]
- ロシア
  - ロシア連邦共産党[72]
  - ヤブロコ[73]

## 「左翼」とされている主なマスコミ
- 日本
  - 朝日新聞[74]
  - 毎日新聞[74]
  - 東京新聞[74]
  - 中日新聞[75]
  - 北海道新聞[76]
  - 神奈川新聞[76]
  - 信濃毎日新聞[76]
  - 愛媛新聞[76]
  - しんぶん赤旗[77]
  - 週刊金曜日
  - 世界 (雑誌)
- 中華人民共和国
  - 人民日報[78]
  - 環球時報[78]
- 韓国
  - ハンギョレ[79]
  - ソウル新聞
- アメリカ合衆国
  - CNN[80]
  - MSNBC[81]
  - ニューヨーク・タイムズ[82]
  - ロサンゼルス・タイムズ
  - ハフィントンポスト
  - Vox Media
- フランス
  - リュマニテ
- ドイツ
  - ディー・ターゲスツァイトゥング
  - ノイエス・ドイチュラント
- イタリア
  - ラ・レプッブリカ